# Synasellus meijersae
Synasellus meijersae is een pissebed uit de familie Asellidae. De wetenschappelijke naam van de soort is voor het eerst geldig gepubliceerd in 1987 door Henry & Guy Magniez.